# Межин (Лодзинське воєводство)
Межин (пол. Mierzyn) — село в Польщі, у гміні Розпша Пйотрковського повіту Лодзинського воєводства.
Населення — 686 осіб (2011).
У 1975-1998 роках село належало до Пйотрковського воєводства.

## Демографія
Демографічна структура станом на 31 березня 2011 року:
|          | Загалом | Допрацездатний вік | Працездатний вік | Постпрацездатний вік |
| -------- | ------- | ------------------ | ---------------- | -------------------- |
| Чоловіки | 348     | 78                 | 234              | 36                   |
| Жінки    | 338     | 70                 | 183              | 85                   |
| Разом    | 686     | 148                | 417              | 121                  |